# Горелла Гори
Горе́лла Го́ри (итал. Gorella Gori), настоящее имя — Заи́ра Э́рба (итал. Zaira Erba; 2 февраля 1900, Рим, Лацио, Италия — 25 ноября 1963, там же) — итальянская актриса

.

## Биография и карьера
Заира Эрба, позже известная как Горелла Гори, родилась 2 февраля 1900 года в Риме (административная область Лацио, Италия).
Она появилась в двадцати пяти фильмах, как правило, во второстепенных ролях или эпизодах. Одной из её более поздних работ была небольшая роль в «Римских каникулах» (1953).
Скончалась 25 ноября 1963 года в своём родном городе Риме на 64-м году жизни.

## Избранная фильмография
- Треуголка / The Three-Cornered Hat (1935)
- В стране выпала звезда / In the Country Fell a Star (1939)
- Обезглавливание Иоанна Крестителя / Saint John, the Beheaded (1940)
- Улица пяти лун / Street of the Five Moons (1942)
- Педдлер и леди / The Peddler and the Lady (1943)
- Приключение Аннабеллы / Annabella's Adventure (1943)
- Тото и императоры Рима / Toto and the King of Rome (1951)
- Римские каникулы / Roman Holiday (1953)